# Malagamastax spinulosa
Malagamastax spinulosa är en insektsart som beskrevs av Marius Descamps 1964. Malagamastax spinulosa ingår i släktet Malagamastax och familjen Euschmidtiidae. Inga underarter finns listade i Catalogue of Life.